# Sondrestrom Air Base

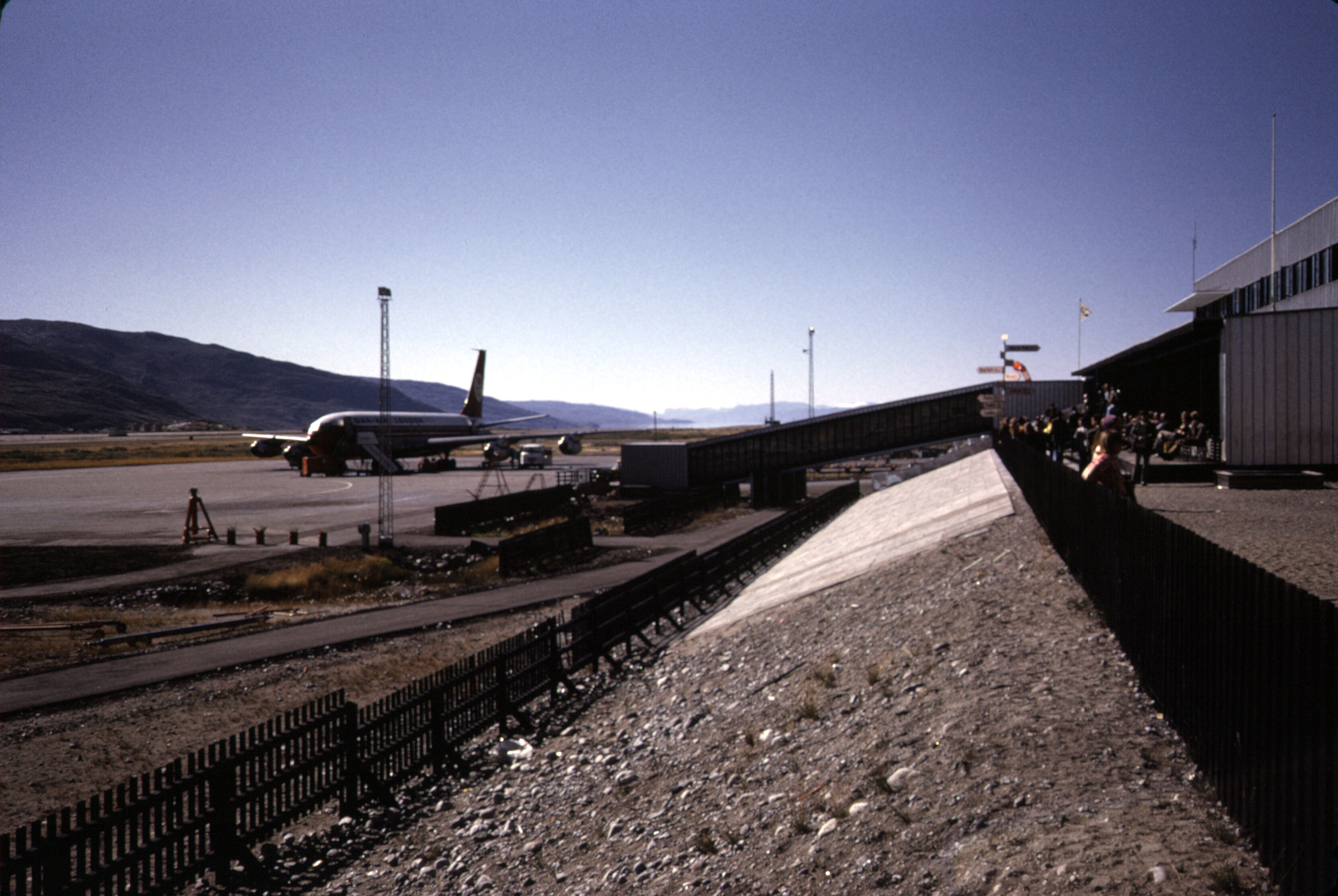
Sondrestrom Air Base 1974

Die Sondrestrom Air Base (ursprünglich Bluie West Eight) war von 1941 bis 1992 ein Luftwaffenstützpunkt der USA in Westgrönland. Heute beherbergt die Basis den Flughafen Kangerlussuaq.

## Lage
Die Sondrestrom Air Base lag 97 km nördlich des Polarkreises am Ende des Fjords Kangerlussuaq.

## Geschichte
Bereits in den 1920ern wurde der Bau eines Flugplatzes am Kangerlussuaq Fjord in Erwägung gezogen, der Meteorologe William Herbert Hobbs (1864–1953) von der University of Michigan betrieb hier von 1927 bis 1928 eine Wetterstation.
Nach der Besetzung Dänemarks im Zweiten Weltkrieg ging die Verantwortung für die Sicherheit Grönlands durch ein Abkommen am 9. April 1941 an die Vereinigten Staaten über. Diese begannen danach mit dem Bau zahlreicher Stützpunkte auf Grönland, darunter der Narsarsuaq Air Base (Bluie West One) und der Sondrestrom Air Base, die zu diesem Zeitpunkt noch Bluie West Eight hieß. Ursprünglich als Wegpunkt in einer Luftbrückenroute zwischen Nordamerika und Europa gedacht, wurde der Stützpunkt im Zweiten Weltkrieg als Ausweichlandepunkt, Radar- und Wetterstation und Basis für Rettungseinsätze im Landesinneren genutzt.
1950 übernahm Dänemark kurzfristig die Kontrolle über den Stützpunkt, bevor der Kalte Krieg die Vereinigten Staaten dazu veranlasste, die Basis erneut per Abkommen unter Vertrag zu nehmen. Der Stützpunkt wurde anschließend als Sondrestrom Air Base eröffnet, um als Durchgangsstation für Baumaterial für die Thule Air Base zu dienen – Sondrestrom selbst beherbergte nach dem Bau der Thule Air Base selten eine dauerhafte Präsenz der Luftwaffe. Stattdessen wurde der Stützpunkt für Transatlantikflüge der US Air Force und das Betanken von Tankflugzeugen genutzt. In den 1950ern und 1960ern war Sondrestrom Ausgangspunkt für die Errichtung der vier Radarstationen im Rahmen des Programms Distant Early Warning Line (DEW).

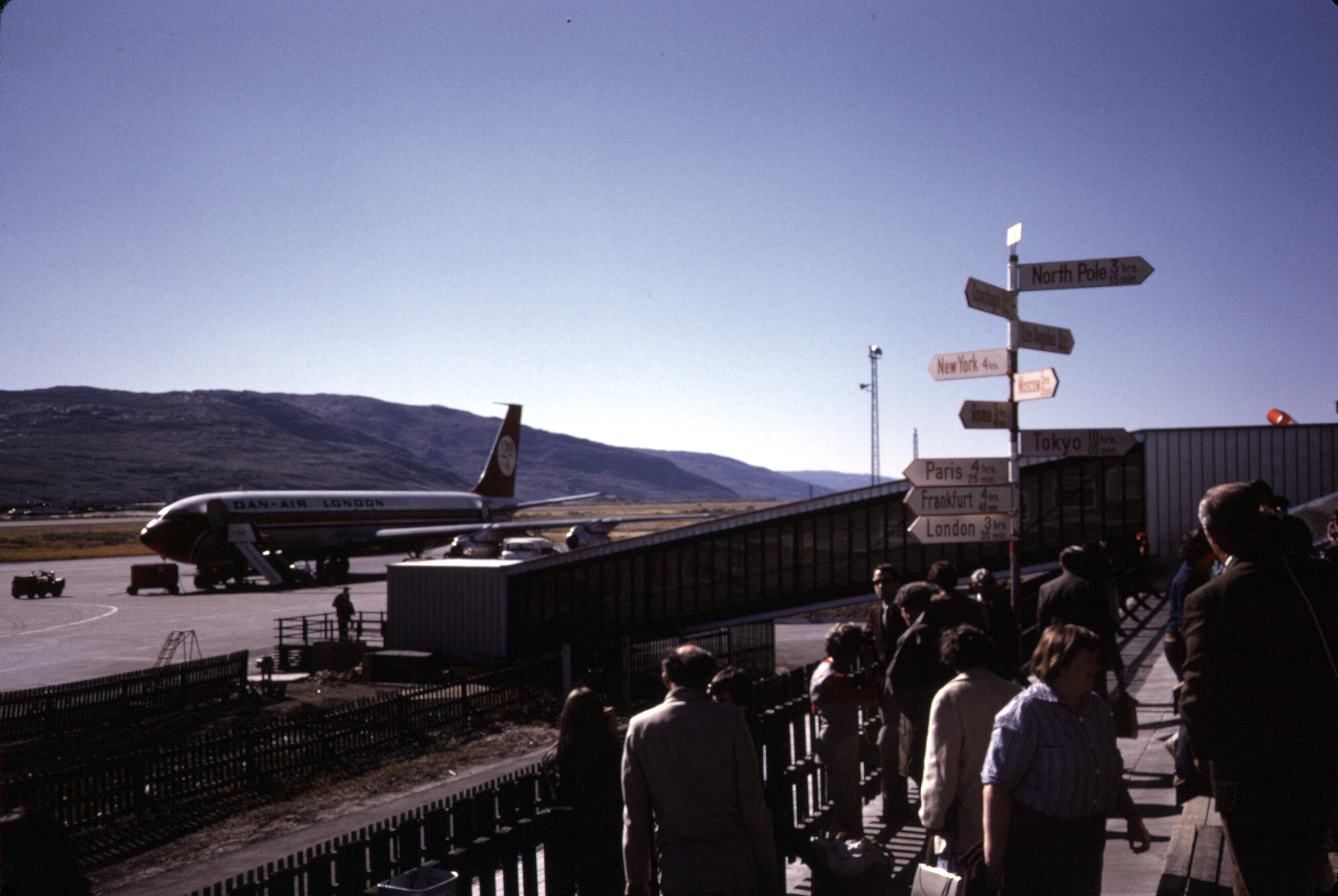
Boeing 707 der Dan-Air auf der Sondrestrom Air Base im August 1974

Mit Beginn der 1950er verwendeten auch Fluggesellschaften den Stützpunkt als Zwischenstation auf Transatlantikflügen. Die SAS flog Sondrestrom auf der Polarroute von Skandinavien nach Nordamerika an. Nach der Entwicklung neuer Flugzeuge und der damit verbundenen größeren Reichweite fiel aber auch dieser Nutzen in den 1960ern weg. Erst in den 1970ern wurden hier Boeing 707 der Dan-Air auf dem Weg von London Gatwick nach Vancouver betankt. Zu dieser Zeit begann auch der grönländische Betrieb an Fahrt aufzunehmen, es wurden regelmäßige Flugverbindungen nach Kopenhagen angeboten.
Die United States Air Force nutzte die Basis weiterhin nur gelegentlich, außer für die jährlichen Versorgungsflüge zu den DEW-Stationen im Landesinneren. In den Sommermonaten war der Stützpunkt auch Ausgangspunkt von wissenschaftlichen Exkursionen.
Nach dem Zerfall der Sowjetunion und der Einstellung des DEW-Systems wurde der Stützpunkt für die Vereinigten Staaten bedeutungslos. Die letzte Besatzung der US Air Force verließ die Basis am 30. September 1992. Grönland kaufte die Basis von den USA für 15 Cents. Seitdem befindet sich auf dem Stützpunkt der Flughafen Kangerlussuaq, der noch immer ein bedeutendes Drehkreuz im grönländischen Luftverkehr darstellt.

## Zwischenfälle
- Am 29. August 1961 startete eine de Havilland Canada DHC-3 Otter der Eastern Provincial Airways (Luftfahrzeugkennzeichen CF-MEX), die für Greenlandair betrieben wurde, von der Sondrestrom Air Base zu einem Charterflug zum Flughafen Aasiaat. Als die Maschine eine Flughöhe von 3.500 Fuß erreichte, entwickelte sich ein schwerer Brand an Bord, ausgelöst durch eine Undichtigkeit im Vergaser. Den Piloten, die sich bei dem Vorfall schwere Brandverletzungen zuzogen, gelang eine Notlandung auf einem See, wobei die Maschine ans Ufer schlitterte und dort ausbrannte. Die vier Passagiere blieben unverletzt. Bei den Geschehnissen wurde der Flugkapitän aus dem Cockpit geschleudert und unter einer Schwimmkufe eingeklemmt. Er erlitt schwere Brandverletzungen, an denen er am 9. September 1961 starb (siehe auch Flugunfall der Greenlandair bei Kangerlussuaq 1961).

- Am 28. August 1976 stürzte eine Lockheed C-141 Starlifter der United States Air Force (67-0008) auf dem Flughafen Söndre Strömfjord ab.  Der sehr unerfahrene Kommandant hatte versucht, während einer völlig missglückten Landung wieder durchzustarten. Von den 27 Personen an Bord wurden 23 getötet.[4]